# Вацлав Томашевський
Вацлав Томашевський (пол. Wacław Kazimierz Tomaszewski; 28 березня 1884, Рудавиці — 5 червня 1969, Гданськ) — польський архітектор, академічний викладач, депутат Законодавчого сейму Другої Республіки Польща. Разом з Вітольдом Урбановичем один з початківців корабельної архітектури.

## Біографія

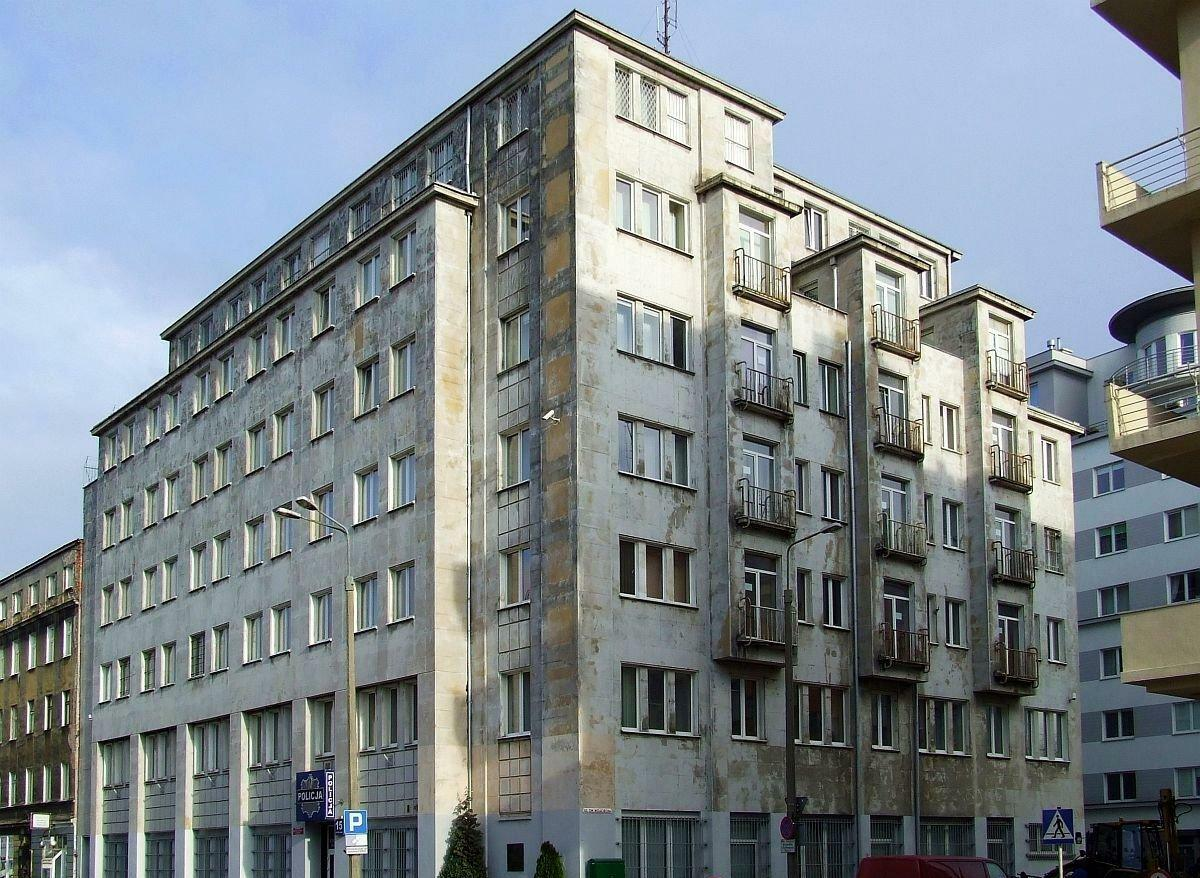
Будівля Головного управління муніципальної поліції у Гдині

Народився 28 березня 1884 року в селі Рудавиці (нині — Білорусь). У 1903 році закінчив реальне училище в Києві. Навчався на інженерно-будівельному факультеті Київського політехнічного університету. У 1905 році перевівся на факультет архітектури Технічного університету Карлсруе, який закінчив у 1910 році за спеціальністю інженера-архітектури. Під час перебування в Карлсруе також вивчав живопис і скульптуру в місцевій Академії образотворчих мистецтв. Під час Першої світової війни служив у російській армії. У 1915 році потрапив у німецький полон. У 1918—1928 роках керував архітектурною майстернею у Варшаві. Потім переїхав до Гдині. Характерною рисою спроектованих ним будівель були кубістичні декоративні форми.
У 1919—1922 роках був членом Законодавчого сейму від Народного національного союзу. У вересні 1919 вступив до клубу Буржуазного союзу. У 1920 році був депутатом Ради державної оборони.
Під час Другої світової війни перебував у Вільнюсі, Каунасі та Варшаві. З вересня 1944 року був в'язнем пересильного табору в Прушкуві. З липня 1945 року працював в Управлінні реконструкції порту в Гданську. У грудні 1945 року очолив кафедру архітектури портів і примор'я на факультеті архітектури Гданського технологічного університету. У 1949 році отримав звання доцента цього університету. У 1960 році вийшов на пенсію.
Помер 5 червня 1969 року. Похований на Олевському кладовищі в Гданську.

## Найважливіші твори
- Школа морської торгівлі та портової техніки в Гдині (1928);
- Головний корпус Морської академії в Гдині (1928—1930);
- Будинок польського моряка в Гдині (нині — Будинок рибалки) (1929—1932)[8];
- Реконструкція Національного метеорологічного інституту в Гдині (1930)[9];
- Транзитний склад Гдиньського морського вокзалу (1932—1933)[10];
- Будівля Головного управління муніципальної поліції у Гдині (1936);
- будівля Бавовняної арбітражної палати в Гдині (1938)[11];
- Готель Monopol (нині — Scandic Hotel) у Гданську (у співавторстві з Вітольдом Кучевським, Стефаном Листовським, 1949);
- Центральний пасажирський вокзал Гдині (1950—1955);
- Інтер'єр великого парадного ґанку, їдальні, бару та чотирьох нових номерів «люкс» в рамках перепланування кімнат відпочинку на океанському лайнері М. С. Баторій (керівник конструкторської групи, 1956—1957)[3].

## Нагороди та відзнаки
- Золотий Хрест Заслуги;
- Медаль 10-річчя Народної Польщі;
- I місце конкурсу на будівництво Вищої палати державного контролю у Варшаві (1925);
- II місце в конкурсі на реконструкцію ратуші у Львові;
- II місце в конкурсі на проект ринкової площі в Каліші[12].